# The Invisible Man (chanson)
Pour les articles homonymes, voir The Invisible Man.
Singles de Queen
Breakthru
(1989) Scandal
(1989)
Pistes de The Miracle
I Want It All
(4) Breakthru
(6)
The Invisible Man (français : L'homme invisible) est une chanson du groupe britannique Queen, sortie en 1989. Il s'agit du 3e single extrait de l'album The Miracle sorti la même année.

## Autour de la chanson
L'auteur principal de la chanson est Roger Taylor ; la rumeur veut que l'inspiration lui soit venue en lisant L'Homme invisible de H. G. Wells et qu'il a rapidement écrit la ligne de basse. C'est Freddie Mercury qui chante la plus grande partie de la chanson même si on peut parfois entendre l'intervention de Roger Taylor.
On peut y entendre les noms des quatre membres de Queen : Freddie Mercury au début du premier couplet, John Deacon après ce couplet, 2 fois Brian May avant son solo guitare puis Roger Taylor après les mots « Look at me, look at me! » (« Regardez-moi, regardez-moi ! »).

## Clip vidéo
Dans le clip, les quatre membres de Queen jouent les personnages d'un jeu vidéo, qu'un enfant essaye de supprimer avec son joystick. Les membres alternent entre le monde informatique et le monde réel, en même temps qu'ils interprètent la chanson.

## Classements hebdomadaires
| Classement (1989)                      | Meilleure place |
| -------------------------------------- | --------------- |
| Allemagne (Media Control AG)           | 31              |
| Belgique (Flandre Ultratop 50 Singles) | 13              |
| Irlande (IRMA)                         | 10              |
| Italie (Musica e dischi)               | 21              |
| Nouvelle-Zélande (RMNZ)                | 15              |
| Pays-Bas (Single Top 100)              | 6               |
| Royaume-Uni (UK Singles Chart)         | 12              |
| Suisse (Schweizer Hitparade)           | 30              |

## Crédits
- Freddie Mercury : chant principal ;
- Brian May : guitare solo (lead guitar) ;
- Roger Taylor : batterie, échantillonneur, guitare et chœurs ;
- John Deacon : guitare basse, guitare rythmique ;
- David Richards : synthétiseurs, séquenceur, programmation.

## Reprises
Une reprise de la chanson est faite par Scatman John, dans laquelle de nombreux éléments sont remplacés par du scat. Butch Hartman, créateur de la série d'animation Danny Fantôme de Nickelodeon, a expliqué que le générique était inspiré par la ligne de basse de The Invisible Man.